# Ben Cureton
Benjamin "Ben" Cureton (født 11. februar 1981 i Perth) er en australsk tidligere letvægtsroer.
Cureton begyndte sin seniorkarriere i roning i den australske otter og var ved VM i 2000 med til vinde bronze. Året efter blev det til en sjetteplads ved VM, hvor han også var med i fireren, der dog kun kom i B-finalen. I 2002 koncentrerede han sig om letvægtsfireren, hvor han ved VM var med til at blive nummer fire.
Ved OL 2004 i Athen roede han i denne disciplin sammen med Anthony Edwards, Glen Loftus og Simon Burgess. Australierne vandt deres indledende heat og blev nummer to i semifinalen. I finalen kom ind på andenpladsen i finalen, hvor Danmark ("Guldfireren") vandt guld, mens Italien tog bronzemedaljerne.
Ved VM 2006 blev han med letvægtsfireren nummer seks ved VM, og ved OL 2008 i Beijing blev australierne nummer tre i B-finalen og samlet nummer ni. Ved VM i 2011 opnåede han sit bedste VM-resultat, idet australierne vandt guld, nu med en besætning, der ud over Cureton bestod af Anthony Edwards, Samuel Beltz og Todd Skipworth.
Australierne var samme besætning dermed blandt favoritterne ved OL 2012 i Beijing, og efter en andenplads i indledende heat blev de nummer tre i semifinalen. I finalen stod kampen om guldet længe mellem den britiske og den danske båd, men til sidst kom Sydafrika og overhalede begge disse og vandt guld i en tæt spurt foran Storbritannien og Danmark, mens australierne på fjerdepladsen var næsten et sekund langsommere end Danmark.
Cureton indstillede sin aktive karriere efter OL 2012.

## OL-medaljer
- 2004:  Sølv i letvægtsfirer